# Katastrofa lotu ValuJet 592
Katastrofa lotu Valujet 592 – katastrofa lotnicza samolotu należącego do linii lotniczych ValuJet, która wydarzyła się 11 maja 1996. McDonnell Douglas DC-9-32 rozbił się w wyniku pożaru na pokładzie. Zginęło 110 osób (wszyscy na pokładzie).

## Przebieg lotu
McDonnell Douglas DC-9-32 (nr rej. N904VJ), został wyprodukowany w 1969 roku. Samolot wystartował z Miami do Atlanty. Na pokładzie znajdowało się 105 pasażerów i 5 członków załogi. O godzinie 14:10, pasażerowie w kabinie pasażerskiej poczuli dym i zaczęli się dusić, a następnie stracili przytomność. Ogień prawdopodobnie pojawił się w luku bagażowym. Maszyna straciła kontrolę i wzniosła się na 3000 metrów. Kilka minut później wszyscy na pokładzie zostali zaczadzeni (w tym piloci – Kapitan Candi Kubeck i Richard Hazen) i samolot zaczął spadać z wysokości 3000 m. O godzinie 14:13, DC-9 rozbił się na bagnach Everglades. Zginęło 110 osób.

## Przyczyny
Przyczyną katastrofy mogło być aktywowanie chemicznych generatorów tlenu, które były przewożone w luku bagażowym niezabezpieczone. Mylna była informacja dla załogi o przewożeniu butli tlenowych. Podczas lotu doszło do aktywacji generatorów tlenu, ich silnego rozgrzania i pożaru, a generowany tlen znacznie podsycił ogień. Według innych informacji w samolocie znajdowało się kilka innych materiałów łatwopalnych (w tym koła podwozia lotniczego pompowane niewłaściwie powietrzem, a nie azotem – zgodnie z wymaganiami), które mogły spotęgować tragiczny pożar.

## Narodowości ofiar katastrofy
| Kraj              | Pasażerowie | Załoga | Razem |
| ----------------- | ----------- | ------ | ----- |
| Stany Zjednoczone | 99          | 5      | 104   |
| Bahamy            | 2           | -      | 2     |
| Wielka Brytania   | 2           | -      | 2     |
| Brak danych       | 2           | -      | 2     |
| Razem             | 105         | 5      | 110   |

- Źródło: [2].